# Huauchinango
Huauchinango (offiziell Huauchinango de Degollado) ist eine Stadt mit etwa 60.000 Einwohnern und Hauptort der knapp 105.000 Einwohner zählenden gleichnamigen Gemeinde (municipio) im Nordwesten des mexikanischen Bundesstaats Puebla. Wegen seines kolonialzeitlichen Charakters zählt der Ort seit dem Jahr 2015 zu den Pueblos Mágicos.

## Lage und Klima
Der Ort Huauchinango liegt in den waldreichen Bergen der Sierra Norte de Puebla, einem Teil der Sierra Madre Occidental im mexikanischen Hochland ca. 200 km (Fahrtstrecke) nordöstlich von Mexiko-Stadt in einer Höhe von etwa 1530 m; Puebla, die Hauptstadt des Bundesstaats ist gut 165 km in nördlicher Richtung entfernt. Das Klima ist gemäßigt bis mild; der für mexikanische Verhältnisse reichliche Regen (ca. 3500 mm/Jahr) kommt vom Atlantik bzw. vom gut 100 km (Luftlinie) entfernten Golf von Mexiko und fällt hauptsächlich während des Sommerhalbjahrs.

## Bevölkerung
| Jahr      | 2000   | 2020   |
| Einwohner | 46.672 | 58.957 |

Nur ein kleiner Teil der Einwohner ist spanischer Abstammung; Umgangssprachen sind Spanisch sowie ein regionaler Nahuatl-Dialekt.

## Wirtschaft
Der Großteil der Bewohner lebt von der Landwirtschaft, wozu auch der Obstbau und die Kleinviehhaltung zählen; außerdem spielen der Anbau von Blumen und die Forstwirtschaft nicht unbedeutende Rollen. Im Ort selber haben sich Kleinhändler, Handwerker und Dienstleister aller Art niedergelassen, die die wachsende Zahl der Tagestouristen mit allem Notwendigen versorgen.

## Geschichte
Die ersten bekannten Siedler waren Chichimeken, die um das Jahr 1120 in die Gegend kamen, aber schon bald von der Stadt Texcoco unterworfen und tributpflichtig gemacht wurden. Nach der Eroberung des Aztekenreiches durch Hernán Cortés (1521) fielen auch Texcoco und die von ihm unterworfenen Gebiete in die Hände der Spanier. Im Jahr 1792 kam Huauchinango zur Provinz Puebla; im Jahr 1861 wurde der Ort in Huauchinango de Degollado umbenannt.

## Sehenswürdigkeiten
- Die ehemalige Franziskanerkirche des Santuario del Señor en su Santo Entierro aus dem Jahr 1533 ist die älteste und größte Kirche der Stadt; im Jahr 1766 erhielt sie eine neue Fassade mitsamt Glockenturm (campanario). Im späten 20. Jahrhundert wurde ein neues Dach gebaut. Außerdem schuf der Maler Raúl Domínguez Lechuga im Innern der einschiffigen Kirche ein Wandbild (mural).
- Der riesige Kuppelbau der Iglesia de Nuestra Señora de La Asunción ist eine moderne Konstruktion aus der zweiten Hälfte des 20. Jahrhunderts und steht gegenüber der alten Franziskanerkirche.
- Das Rathaus (Casa Consistorial) ist ein imposanter Bau aus dem 18. Jahrhundert mit Erdgeschossarkaden und einer siebenbogigen großen Loggia im Obergeschoss.